# Johan Carl Wilcke
Johan Carl Wilcke (født 6. september 1732 i Wismar, død 18. april 1796 i Stockholm) var en svensk fysiker. 
Wilcke blev 1770 professor i fysik i Stockholm og 1784 sekretær i Vetenskapsakademien. Han beskæftigede sig især med elektricitetslæren, forklarede de forskellige fænomener ved Voltas elektrofor, studerede de daglige og årlige forandringer i kompasnålens stilling og var den første, som tegnede isoklinkort. 